# Grand Prix cycliste de Mende
Le Grand Prix cycliste de Mende est une course cycliste organisée sur les boulevards de la ville de Mende. L'épreuve est, depuis 2010, disputée la veille du Tour du Gévaudan.

## Historique
Le premier Grand Prix de Mende est couru le 22 septembre 1935 et est remporté par l'Italien Ettore Molinaro. Au fil des ans, la course accueille de plus en plus de professionnels. Sa date varie assez souvent, oscillant entre fin juillet et septembre.
Le 32e grand-prix, en 1975, est exceptionnellement couru le samedi, et non le lundi comme habituellement. La présence, notamment, de Raymond Poulidor, parmi les 29 coureurs au départ, attire la foule. C'est donc un record d'environ 18 000 personnes qui viennent assister à la victoire de Joop Zoetemelk.
En 1977, Bernard Vallet y décroche son premier succès progressionnel. Il avait déjà gagné en Lozère, puisqu'il avait remporté le Tour du Gévaudan 1975 chez les amateurs.
Le 9 août 1981 est disputé le dernier Grand Prix dans sa version professionnelle. C'est le Français Régis Ovion qui s'impose, devant Mariano Martinez et Jacques Michaud.
Dans les années 1980, 1990 et 2000, la course est alors placée le lundi des grandes fêtes de Mende, soit vers le 25 août. Cependant, le Grand Prix connaît quelques difficultés et est parfois annulé.
En 2010, le Tour du Gévaudan ne peut assumer la charge financière d'organiser une course sur trois jours. Aussi, pour ne pas léser le calendrier prévu, l'étape du vendredi est remplacée par le Grand Prix de Mende qui renait alors de ses cendres. En 2011 la formule est conservée. La course est alors réservée aux équipes de la division nationale 1 engagées pour le Tour du Gévaudan, auxquelles se joignent quelques équipes amateurs locales.

## Parcours
La course se dispute sur les boulevards de Mende. Les boulevards, construits suivant les traces des anciens remparts de la ville, décrivent un boucle circulaire d'environ 1,2 km. La boucle est alors effectuée plus d'une cinquantaine de fois. Par exemple, l'édition 2011 a été disputée sur 60 tours, pour une totalité de 72 km.

## Palmarès
| Année                                                      | Vainqueur                          | Deuxième                           | Troisième                          |
| ---------------------------------------------------------- | ---------------------------------- | ---------------------------------- | ---------------------------------- |
| 1935                                                       | Ettore Molinaro                    | Clotaire Martini                   | Hermann Buse                       |
| 1936                                                       | Décimo Bettini                     | Paul Rieu                          | Ettore Molinaro                    |
| 1937                                                       | Adrien Cento                       | Marcel Chabrand                    | Florian Charras                    |
| 1938                                                       | Louis Aimar                        | Agostino Bettini                   | Andrea Minasso                     |
| 1939                                                       | Isidore Montalban                  | Massimo Ongaro                     | Agostino Bettini                   |
| 1940-1942                                                  | Pas organisé ou résultats inconnus | Pas organisé ou résultats inconnus | Pas organisé ou résultats inconnus |
| 1943                                                       | Jean Blanc                         | Agostino Bettini                   | ?? Olivier                         |
| 1944-1947                                                  | Pas organisé ou résultats inconnus | Pas organisé ou résultats inconnus | Pas organisé ou résultats inconnus |
| 1948                                                       | François Bérenguer                 | -                                  | -                                  |
| 1949                                                       | Bérenguer                          | Menon                              | Ranc                               |
| 1950                                                       | Pierre Roux                        | Jean Bernardoni                    | Bernard Fernandez                  |
| 1951                                                       | Angelo Menon                       | François Bérenguer                 | Manuel Folch                       |
| 1952                                                       | Manuel Folch                       | Max Cohen                          | Pierre Roux                        |
| 1953                                                       | Antonin Canavèse                   | Claude Ottavi                      | Philippe Agut                      |
| 1954                                                       | Philippe Agut                      | Louis Kosec                        | Pierre Roux                        |
| 1955                                                       | Eugène Tamburlini                  | Jean Lerda                         | Pierre Correa                      |
| 1956                                                       | Francis Siguenza                   | Jean Ghilardi                      | Jean Lerda                         |
| 1957                                                       | Louis Kosec                        | Raymond Meyzenq                    | ?? Carrara                         |
| 1958                                                       | Claude Mattio                      | Lucien Fliffel                     | Louis Rostollan                    |
| 1959                                                       | Georges Noguerol                   | Gérard Thiélin                     | Louis Rostollan                    |
| 1960                                                       | Jacques Champion                   | Bernard Viot                       | Jean-Pierre Schmitz                |
| 1961                                                       | Marcel Queheille                   | Pierre Beuffeuil                   | Claude Mazeaud                     |
| 1962                                                       | Roland Lacombe                     | Pierre Carton                      | Guy Epaud                          |
| 1963                                                       | Manuel Manzano                     | Jean Mosello                       | Robert Cazala                      |
| 1964                                                       | Marcel Ferri                       | Pierre Fages                       | Robert Poulot                      |
| 1965                                                       | Victor Van Schil                   | Joseph Boudon                      | Tom Simpson                        |
| 1966                                                       | Pas organisé                       | Pas organisé                       | Pas organisé                       |
| 1967                                                       | Maurice Saint-Jean                 | Michel Grain                       | Anatole Novak                      |
| 1968                                                       | Désiré Letort                      | Jean-Pierre Arnaud                 | André Desvages                     |
| 1969                                                       | Rudi Altig                         | Raymond Riotte                     | Charly Grosskost                   |
| 1970                                                       | Herman Van Springel                | Rudi Altig                         | Barry Hoban                        |
| 1971                                                       | Rolf Wolfshol                      | Yves Hézard                        | Roger Rosiers                      |
| 1972                                                       | Walter Godefroot                   | Gérard Moneyron                    | Pierre Matignon                    |
| 1973                                                       | Luis Ocaña                         | Alain Santy                        | Guy Sibille                        |
| 1974                                                       | Jean-Louis Danguillaume            | Domingo Perurena                   | Gérard Moneyron                    |
| 1975                                                       | Joop Zoetemelk                     | Guy Sibille                        | Raymond Delisle                    |
| 1976                                                       | Bernard Thévenet                   | Bernard Vallet                     | Jean-Pierre Danguillaume           |
| 1977                                                       | Bernard Vallet                     | Pierre-Raymond Villemiane          | Jean-Pierre Danguillaume           |
| 1978                                                       | Yves Hézard                        | Ferdinand Julien                   | Robert Alban                       |
| 1979                                                       | Lucien Van Impe                    | Bernard Vallet                     | Robert Alban                       |
| 1980                                                       | Bernard Vallet                     | Ferdinand Julien                   | Ferdi Van Den Haute                |
| 1981                                                       | Régis Ovion                        | Mariano Martinez                   | Jacques Michaud                    |
| La course professionnelle disparait                        |                                    |                                    |                                    |
| 2004                                                       | José Inigues                       | -                                  | -                                  |
| 2005                                                       | D. Albouy                          | -                                  | -                                  |
| 2007                                                       | Rémi Sarreboubée                   | -                                  | -                                  |
| La course entre dans le giron de Lozère Sport Organisation |                                    |                                    |                                    |
| 2010                                                       | Rémi Sarreboubée                   | -                                  | -                                  |
| 2011                                                       | Rémi Sarreboubée                   | -                                  | -                                  |